# Pierre Clemens
Pierre Clemens (* 2. August 1913 in Rédange; † 26. August 1963 in Bettemburg) war ein luxemburgischer Radrennfahrer.

## Sportliche Laufbahn
Pierre Clemens begann erst mit 21 Jahren mit dem Radsport, er war Profi-Rennfahrer von 1936 bis 1945. Er bildete mit seinem um zwei Jahre jüngeren Bruder Mathias Clemens ein ähnlich erfolgreiches Luxemburger Duo im Radsport wie Fränk und Andy Schleck, wobei Mathias der erfolgreichere von beiden war.
1936 wurde Clemens Vierter in der Gesamtwertung der Tour de France. 1937 errang er den nationalen Titel im Straßenrennen, belegte im selben Jahr den dritten Platz in der Luxemburg-Rundfahrt und gewann Nancy-Straßburg. 1939 gewann er die Tour de l'Est Central sowie 1943 den Grand Prix de Westmark. Ebenfalls 1943 wurde er nochmals Dritter der Luxemburg-Rundfahrt. In den Kriegsjahren startete er im deutschen Radsportteam Express.
Pierre Clemens war während seiner Radsport-Laufbahn oft vom Pech verfolgt. Nach einem Sturz bei der Tour de France 1937 war er lange Zeit gehandicapt und während seiner Teilnahme an der Tour de Suisse 1939 wurde er, in aussichtsreicher Position auf den Gesamtsieg liegend, vom Wagen des Tourdirektors angefahren. Nach dem Zweiten Weltkrieg bestritt er noch einige Bahnrennen, beendete aber im Jahr 1945 seine Karriere.

## Berufliches
Nach dem Karriereende betrieb er ein Fahrradsportgeschäft in Bettemburg, das nach seinem Unfalltod von seinen Kindern geführt wurde.